# バーチカルドレーン工法
バーチカルドレーン工法（Vertical_drain）は、軟弱地盤における地盤改良工法の一つ。
タテに配したウェルドレーンの排水工法を使用する。ドレーン工法には「サンドドレーン工法」と「ペーパードレーン工法」がある。

## ウェルドレーンの排水
ウェルドレーンの排水は、井戸による農地の排水を意味するが、農地など地下水位と土壌塩分を制御することによって土壌を改善するために、揚水井戸（バーチカルドレーンつまり垂直排水）による排水が利用される。

### はじめに
地下排水水位と塩害農地では、水平およびバーチカル排水システムによって行うことが可能。
水平排水システムは、開いた溝（トレンチ）または埋設パイプ排水を使用する排水システム。バーチカル排水システムは、開いた掘り井戸またはチューブ井戸のいずれかのポンプ式井戸を使用する排水システムである。

等電位を表す同心円状のシリンダーを横切る放射状の流れを伴う地下排水のための井戸フィールドの図

どちらのシステムも同じ目的、つまり地下水面制御と土壌塩分制御に役立つ。
どちらのシステムも、排水の再利用（灌漑など）を容易にすることができますが、井戸はより柔軟性がある。
再利用は、地下水の水質が許容範囲内であり、塩分濃度が低い場合にのみ実現可能。

### 設計
地下水と土壌の塩分問題を数ヘクタールで解決するには1つの井戸で十分かもしれないが、問題が広範囲に及ぶ可能性があるため、通常は複数の井戸が必要。
ウェルは、三角形、正方形、または長方形のパターンで配置することができる。
坑井フィールドの設計は、坑井の深さ、容量、排出量、および間隔に関係する
1. 流量は水収支から算出可能.[2]
2. 深さは帯水層の特性に応じて選択され、井戸フィルターは浸透性の土壌層に配置する必要がある
3. 間隔は、流量、帯水層の特性、井戸の深さ、地下水面の最適な深さを使用して、井戸の間隔の式で計算可能

地下水面の最適な深さの決定は、排水研究の領域である。

### 井戸への流れ

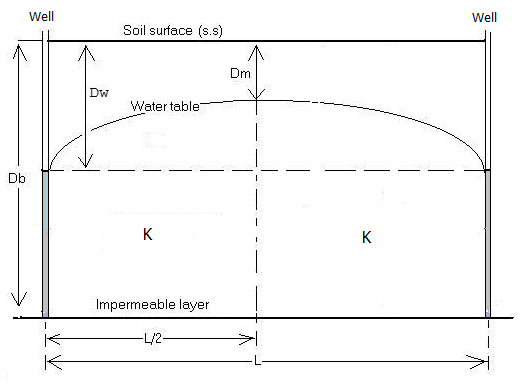
均一な等方性帯水層における完全に浸透する井戸排水システムの形状

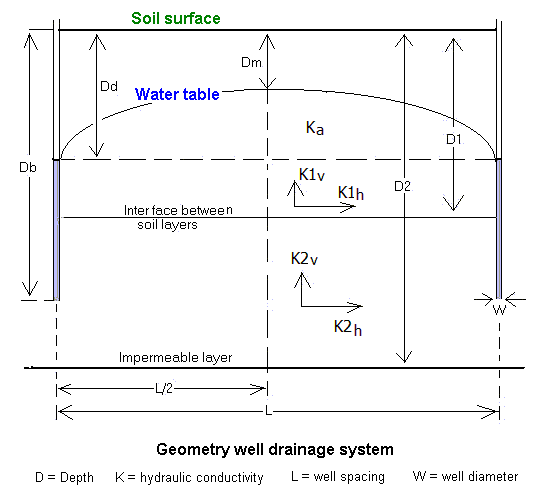
異方性層状帯水層における部分的に浸透する井戸排水システムの形状

基本的な定常状態の流れ式は完全貫通均一で等間隔ウェルフィールドのウェル（すなわち、ウェルは不透過性のベースに到達する）一軸（preactic）帯水層と、透水である等方性である
{\displaystyle Q=2\pi K{\frac {\left(D_{b}-D_{m}\right)\left(D_{w}-D_{m}\right)}{\ln {\frac {R_{i}}{R_{w}}}}}}
ここで Q =安全な井戸の排出-つまり、過剰なドラフトや地下水の枯渇が発生しない定常状態の排出-（m 3 /日）、K = 土壌の均一な透水係数（m /日）、D =土壌表面下の深さ、 {\displaystyle D_{b}} = 不浸透性のベースの深さ（m）に等しいウェルの底の深さ、{\displaystyle D_{m}} =井戸の中間の地下水面の深さ（m）、{\displaystyle D_{w}} 井戸内の水位の深さ（m）、  {\displaystyle R_{i}} =井戸の影響半径（m）、  {\displaystyle R_{w}} はウェルの半径（m）。
ウェルの影響範囲は、三角形、正方形、または長方形のウェルフィールドのパターンによって異なる。
範囲は次の式で求めることができる。
{\displaystyle R_{i}={\sqrt {\left({\frac {A_{t}}{\pi N}}\right)}}}
ここで {\displaystyle A_{t}} = ウェルフィールドの総表面積（m 2）およびN =ウェルフィールド内のウェルの数。
安全な井戸の排出量（Q）は、次の場所からも確認できる。
{\displaystyle Q=q{\frac {A_{t}}{NF_{w}}}}
ここで、qは帯水層の安全な収量または排水可能な余剰（m /日）であり、 はウェルの操作強度（1日あたり24時間）。したがって、基本的な方程式は次のように表すこともできる。
{\displaystyle D_{w}-D_{m}={\frac {qA_{t}}{2\pi K(D_{b}-D_{m})NF_{w}}}\ln \left({\frac {R_{i}}{R_{w}}}\right)}

### 十分な間隔
井戸間隔の方程式を使用することで、さまざまな設計の選択肢を計算して、農地の水位管理のための最も魅力的または経済的なソリューションに到達可能。
基本的な流れ方程式は、不均一で異方性の帯水層の部分的に貫通する井戸フィールドの井戸間隔を決定するために使用することはできないが、より複雑な方程式の数値解法が必要。
コストで最も魅力的な解決策は、水平方向策のコストと比較することができる排水ドレインの間隔がで計算することができたために、システム排水式好みに値するどのシステムを決定するために、同じ目的を果たす。
適切な井戸の設計はで説明されている。
透水係数は帯水層のテストから算出可能。関連するパラメータの図を示す。

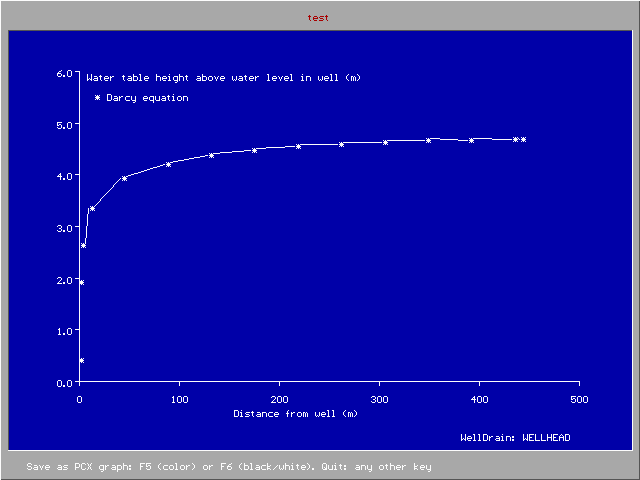
WellDrainプログラムの出力、well-spacing = 920m

### ソフトウェア
井戸間隔計算用の数値コンピュータプログラムWellDrain は、完全および部分的に浸透する井戸、層状帯水層、異方性（異なる垂直および水平の水力伝導率または浸透率）および入口抵抗を考慮に入れている。

### モデリング
井戸を導入する可能性を含む地下水モデルを使用すると、プロジェクトエリアの水文学に対する井戸排水システムの影響を調べることができる。水質を評価する機会を与えるモデルもある。
SahysModは、灌漑用の井戸水の使用、土壌塩分および地下水面の深さへの影響を評価することを可能にする、そのような多角形の地下水モデルである。